# Ceratozamia mirandae
Ceratozamia mirandae là một loài thực vật hạt trần trong họ Zamiaceae. Loài này được Vovides, Pérez-Farr., Iglesias mô tả khoa học đầu tiên năm 2001.